# Kitty Hawk (Schiff)
Die Kitty Hawk (CV-63, bis 1973 CVA-63) war ein Flugzeugträger der United States Navy und Typschiff der Kitty-Hawk-Klasse. Sie war nach der Stadt Kitty Hawk in North Carolina benannt, in der die Brüder Wright ihren ersten Motorflug absolvierten.
Das Schiff wurde 1961 in Dienst gestellt und nahm ab 1966 am Vietnamkrieg teil. In den 1970er und 1980er Jahren fuhr der Flugzeugträger u. a. während des Ogadenkrieges, der Geiselnahme von Teheran und dem Iran-Irak-Krieg auch im Indischen Ozean und dem Arabischen Meer. Während des Golfkrieges 1990 lag die Kitty Hawk in der Werft, so dass sie nicht zum Einsatz kam. 1998 wurde sie als einziger vorgeschobener Träger der US Navy in Yokosuka, Japan, stationiert. Von dort aus wurde sie während des Irakkrieges 2003 eingesetzt.
Die Kitty Hawk war der letzte verbliebene US-Träger mit ölbefeuertem Antrieb und wurde am 31. Januar 2009 nach über 47 Jahren außer Dienst gestellt und ab 2022 in Brownsville, Texas, verschrottet.

## Technik

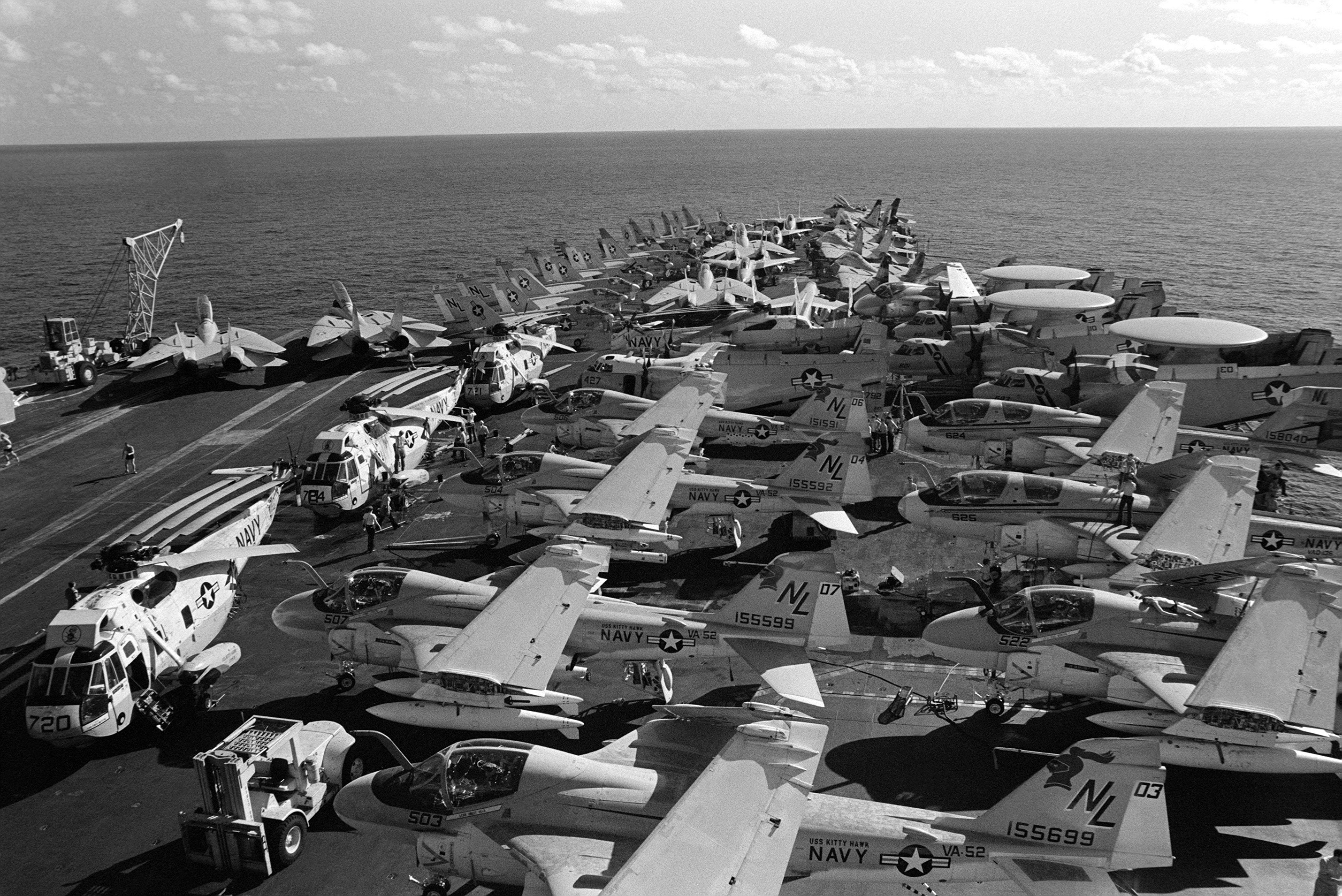
Flugzeuge auf dem Flugdeck der Kitty Hawk, 1980

Die Kitty-Hawk-Klasse besteht aus drei im Wesentlichen baugleichen Flugzeugträgern, eine vierte Einheit, die John F. Kennedy gilt auf Grund von vorgenommenen Modifikationen teilweise als eigene Klasse. Die Kitty Hawk ist 323 Meter lang, das Flugdeck ist über 75 Meter breit. Die Verdrängung des Schiffs beträgt voll beladen über 80.000 Standardtonnen (ts).
Im Gegensatz zu den späteren Trägern der US Navy, die durch Kernreaktoren angetrieben werden, besaßen Kitty Hawk und ihre Schwestern als letzte Träger noch einen konventionellen Antrieb. Acht ölbefeuerte Dampfkessel erzeugten Dampf für vier Getriebeturbinen, die die vier Wellen des Trägers antrieben. Die Antriebsleistung lag bei rund 280.000 hp (209 MW), die maximal mögliche Geschwindigkeit bei über 30 Knoten.
Zu Beginn ihrer Einsatzzeit besaß die Kitty Hawk am Heck zwei Lenkraketenstarter für RIM-2 Terrier. Diese Waffen konnten Luftziele auf mittlere Entfernung angreifen. 1975 wurden die Terrier abgerüstet, stattdessen wurden als Luftabwehrsysteme drei Starter für RIM-7 Sea Sparrow und 1980 drei Phalanx-CIWS-Kanonen eingerüstet. 2001 kam außerdem ein Starter für die RIM-116 Rolling Airframe Missile hinzu, der auf einer Plattform am Bug eine Sea Sparrow und eine Phalanx ersetzte. Im Hangar direkt unter dem Flugdeck und auf dem Deck selbst konnten insgesamt bis zu 85 Luftfahrzeuge mitgeführt werden, diese waren in einem Carrier Air Wing organisiert und deckten sämtliche benötigten Rollen von Aufklärung über Luftverteidigung und Bodenangriffe bis hin zu Rettungseinsätzen und Transportflügen ab.
Verteidigung gegen angreifende Flugzeuge, Schiffe oder U-Boote bot dem Träger die obligatorische Flugzeugträgerkampfgruppe, die aus mehreren Zerstörern und Kreuzern sowie Atom-U-Booten bestand. Diese bildete zusammen mit den Luftraumüberwachungsflugzeugen einen Schutzschirm um den Träger und konnte außerdem Marschflugkörper auf feindliche Landziele abfeuern.

## Name und Klassifizierung
Der Flugzeugträger wurde nach der Stadt Kitty Hawk, North Carolina, benannt. Der gerade 3000 Einwohner zählende Ort liegt an der Atlantikküste auf Bodie Island auf den windreichen Outer Banks. Dort gelang den Gebrüdern Wright 1903 mit dem Wright Flyer der erste motorisierte Flug. Bereits im Zweiten Weltkrieg benannte die Navy ein Flugzeugtransportschiff, die Kitty Hawk (AKV-1), nach der Stadt.
Zu ihrer Indienststellung erhielt die Kitty Hawk die Kennung CVA-63. Die 63 ist eine laufende Kennnummer über alle Flottenflugzeugträger der US Navy, CVA kennzeichnet den Schiffstyp. CV ist die klassische Kennung für Flugzeugträger, sie steht für Cruiser Volplane, etwa Kreuzer mit Flugdeck. Das A für attack zeigte den Fokus des Träger-Geschwaders auf Landangriffe. 1973, mit dem Wegfall der letzten auf U-Jagd spezialisierten Träger der Essex-Klasse, erhielten die Angriffs-Geschwader auch U-Jagd-Flugzeuge. Auf der Kitty Hawk wurde eine solche gemischte Konfiguration erstmals realisiert. Um das nun breite Spektrum an ausführbaren Missionen anzuzeigen, wurde das A fallengelassen. 1975 wurde das A dann flottenweit aus den Kennungen gestrichen.

## Geschichte

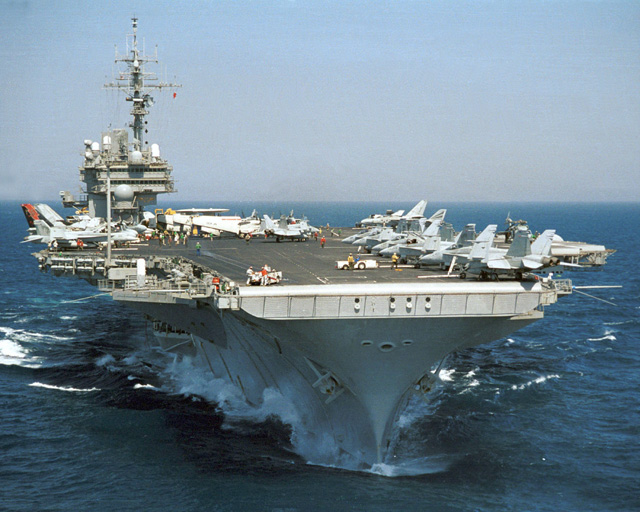
USS Kitty Hawk 2006, drei Jahre vor Außerdienststellung

### Planung und Bau
Der Bau des ersten Trägers der neuen Klasse wurde am 1. Oktober 1955 genehmigt. Den Auftrag erhielt die New York Shipbuilding am Ostufer des Delaware River bei Camden, New Jersey. Dort wurde am 27. Dezember 1956 der Kiel der CVA-63 gelegt. Nach rund dreieinhalb Jahren Bauzeit lief der Träger am 21. März 1960 vom Stapel und wurde getauft. Taufpatin des Schiffs war Mrs. Camilla F. McElroy, die Ehefrau des früheren US-Verteidigungsministers Neil H. McElroy. Nach Erprobungsfahrten wurde die Kitty Hawk am 21. April 1961 offiziell in Dienst gestellt. Hauptredner auf der Zeremonie in der Philadelphia Naval Shipyard war Admiral Hyman Rickover, der damalige Chief of Naval Operations (CNO). Es folgten weitere Testfahrten aus der Naval Station Norfolk.
Zu dieser Zeit berichteten viele Medien bereits über Probleme, die durch Nachlässigkeiten der Werftarbeiten entstanden seien. Im Juni 1961 bestätigte der damalige United States Secretary of the Navy, John Connally, dies: „A large number of discrepancies and deficiencies have shown up in the Kitty Hawk.“ Er kündigte an, dass dies weitere Untersuchungen nach sich ziehen würde, sagte aber auch, dass Probleme bei Typschiffen neuer Klassen nichts Ungewöhnliches seien. Zusätzlich änderte die Navy die Baupläne, nachdem der Träger bereits auf Kiel gelegt worden war, was zu Verzögerungen geführt hatte. Ende 1961 erreichten die Navy und New York Ship eine Einigung; die Navy zahlte für den Bau des Trägers 178 Millionen US-Dollar an die Werft. Der Gesamtpreis inklusive aller Bordausrüstung, aber ohne Flugzeuge, belief sich auf 265,2 Millionen Dollar.

### Erste Jahre
Am 17. Juli 1961 landete das erste Flugzeug auf dem Flugdeck des neuen Trägers, eine Grumman C-1A Trader. Auf der Kitty Hawk wurde das Geschwader Carrier Air Wing Eleven (CVW 11) stationiert. Nach weiteren Probefahrten im Atlantik verließ die Kitty Hawk am 11. August Norfolk mit Ziel San Diego, wo sie stationiert werden sollte. Im Oktober umrundete sie Kap Hoorn und lief in den Pazifik ein, am 1. November 1961 erreichte der Träger San Diego. Auf dieser Fahrt machte die Kitty Hawk bereits Auftaktbesuche in vielen Häfen Mittel- und Südamerikas; als sie ihr Ziel erreicht hatte, waren bereits über 1000 Flugzeuglandungen an Deck zu verzeichnen.

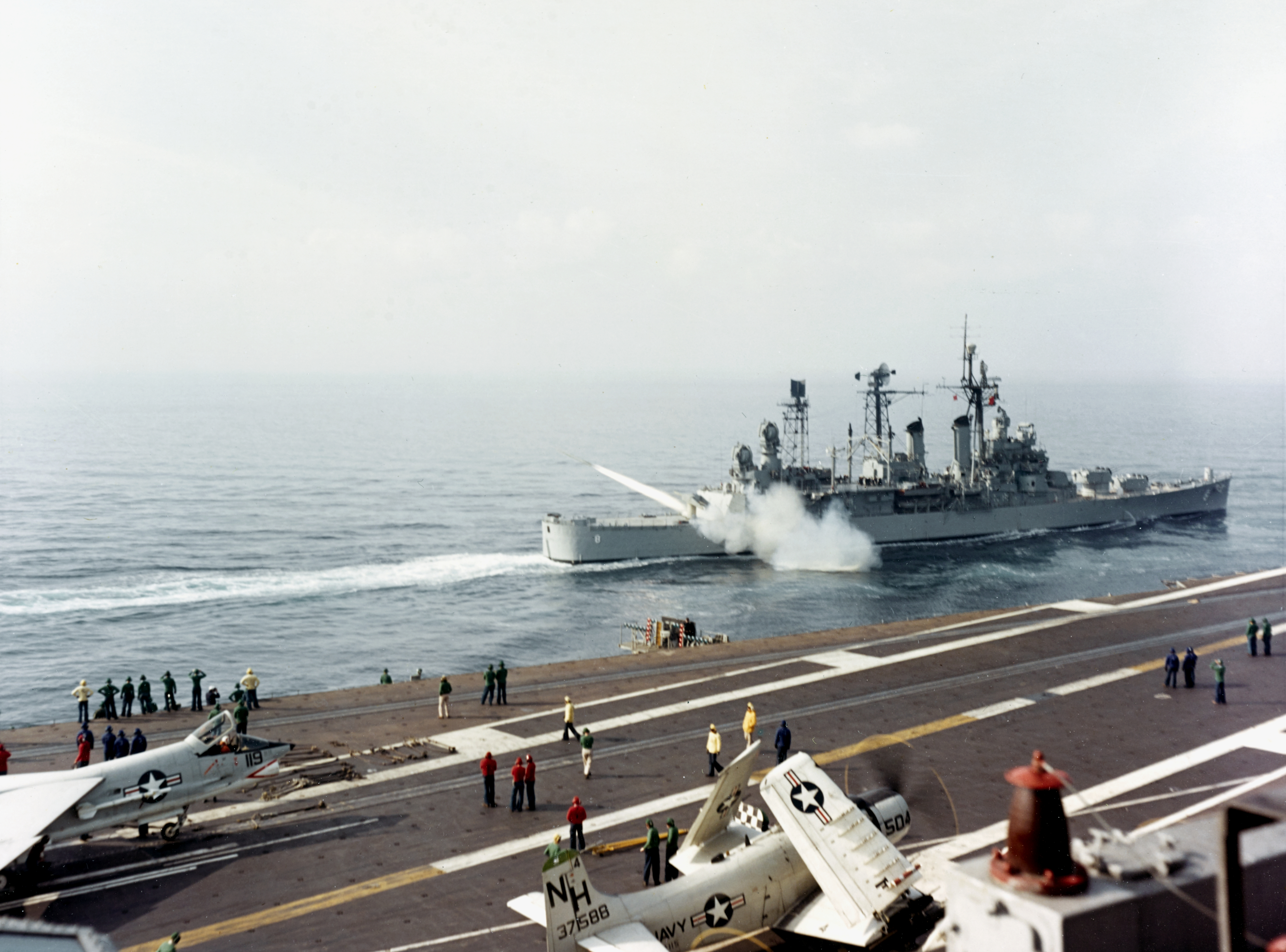
Die Kitty Hawk neben der Topeka während der Leistungsdemonstration 1961

Im November kam der damalige Chief of Naval Operations (CNO) George Whelan Anderson, Jr. an Bord, erstmals wurde der Marineführung die Leistungsfähigkeit des neuen Trägers dargestellt. Die Kitty Hawk leitete ihre Kampfgruppe Topeka, Henry B. Wilson, Preble und Blueback bei U-Jagd-Übungen. Im Anschluss ging sie in die Werft. In der San Francisco Naval Shipyard wurden auf den ersten Fahrten gefundene Fehler behoben. Im Mai 1962 dockte die Kitty Hawk aus.
Im Herbst 1962 begann die Kitty Hawk ihre erste Einsatzfahrt. Im Oktober löste sie die Midway im Westpazifik ab. Am 13. Oktober wurde der Träger das Flaggschiff der Siebten Flotte, als Admiral Thomas H. Moorer auf dem Träger das Flottenkommando übernahm. Im Laufe der Fahrt wohnten mehrere ausländische Gäste Einsatz-Vorführungen bei, später standen Übungen vor Taiwan und Japan sowie Hafenbesuche in mehreren asiatischen Häfen an. Im April 1963 kehrte die Kitty Hawk nach San Diego zurück. Im Juni besuchte US-Präsident John F. Kennedy mit seinem Marineminister Fred Korth und Mitgliedern des militärischen Führungsstabs Joint Chiefs of Staff den Träger vor der Küste Kaliforniens. Eine Streitmacht mit über 30 Kriegsschiffen demonstrierte unter anderem ihre Möglichkeit, Seewege zu kontrollieren, wie die USA es im vorhergehenden Jahr während der Kubakrise getan hatten.

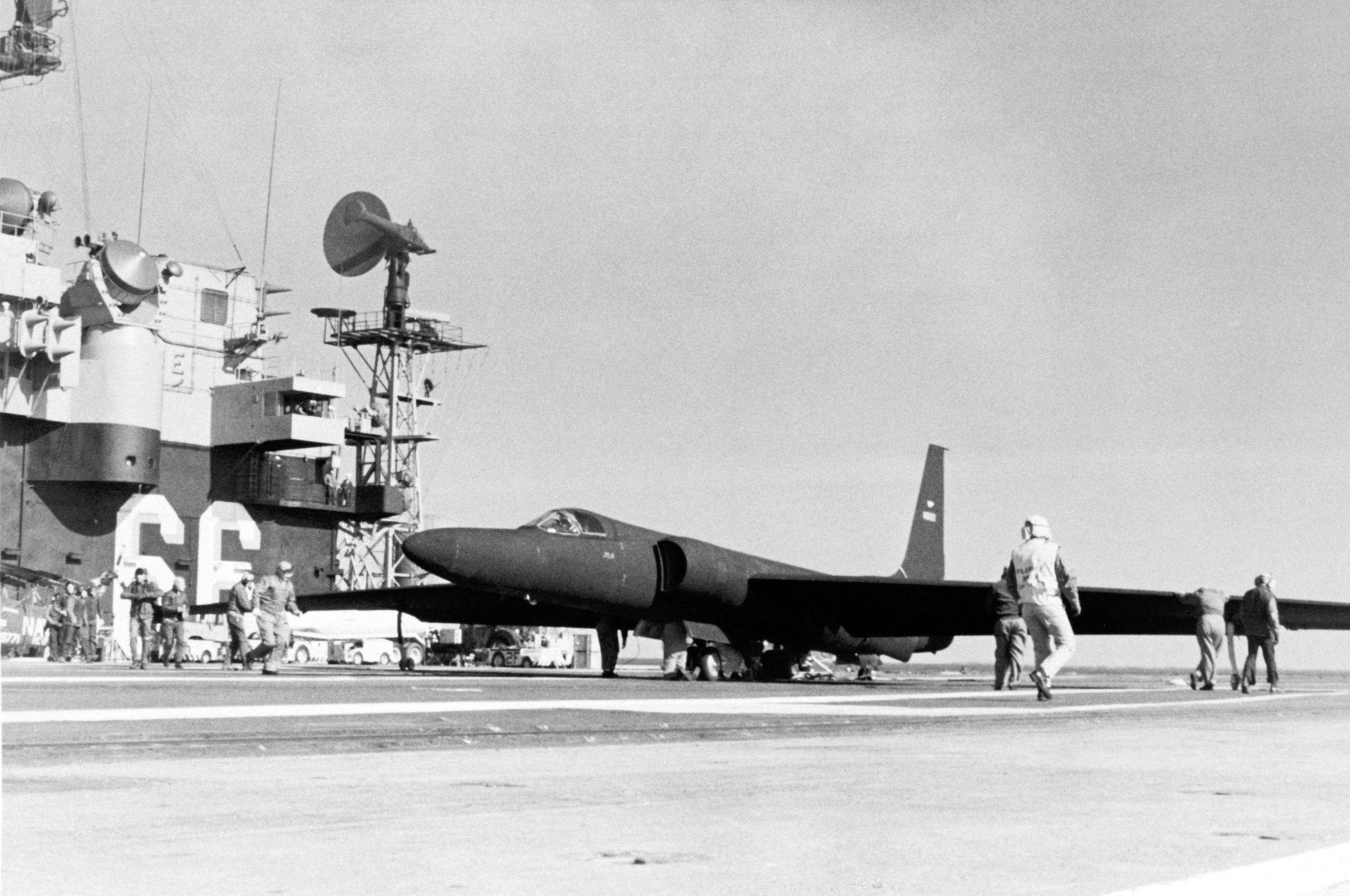
Eine U-2 auf Kitty Hawks Schwesterschiff America

Im August 1963 startete Project Whale Tale auf der Kitty Hawk. Da die CIA Probleme hatte, ihre Spionageflugzeuge vom Typ Lockheed U-2A Dragon Lady nah genug an potentiellen Zielgebieten zu stationieren, sollten diese auf ihre Trägertauglichkeit geprüft werden. Am 5. August startete eine U-2 erstmals vom Deck der Kitty Hawk. Während der Start ohne Katapult-Unterstützung gelang, konnte Testpilot Bob Schumacher nicht wieder auf dem Träger landen. Nach einigen weiteren Versuchen von durch Kelly Johnson modifizierten U-2 auf anderen Trägern wurde das Projekt abgebrochen. Flugzeugträger hätten zu viel Zeit benötigt, um die Zielgebiete zu erreichen.  
Im Oktober 1963 verlegte der Träger zu seiner zweiten Fahrt in den Westpazifik. Er nahm um den Jahreswechsel an zwei Übungen für amphibische Kriegsführung mit den Streitkräften Taiwans teil. Ab Mai 1964 flogen Flugzeuge der Kitty Hawk Aufklärungsmissionen über Laos, wo die Pathet Lao begonnen hatten, kommunistische Kämpfer über den Ho-Chi-Minh-Pfad in das Land zu bringen. Zwei Flugzeuge der Kitty Hawk wurden abgeschossen. Während der Pilot des zweiten Flugzeuges am 7. Juni nur einen Tag nach dem Abschuss gerettet wurde, wurde der am 6. Juni abgeschossene Charles F. Klusmann von den Rebellen gefangen genommen und blieb fast drei Monate in Gefangenschaft. Er war damit der erste US-Marineflieger, der im beginnenden Vietnam-Konflikt in Gefangenschaft geriet. Beide Piloten wurden von der Air America aus dem Land geflogen. Im Juli 1964 kehrte die Kitty Hawk nach Amerika zurück.
Von September 1964 bis Januar 1965 wurde der Träger für 14 Millionen US-Dollar in der Puget Sound Naval Shipyard überholt. Im Anschluss wurden Teile des Disney-Films Lt. Robin Crusoe, USN, auf der Kitty Hawk gedreht. Im Oktober verließ sie San Diego und begann mit Zwischenstation in Pearl Harbor, Hawaii die erste Fahrt in den Vietnamkrieg. An Bord befanden sich neben Überwachungsflugzeugen des Typs Grumman E-2 Hawkeye vor allem Bomber des Typs North American A-5 Vigilante und Grumman A-6 Intruder sowie später auch Vought A-7 Corsair II. Jagdschutz boten McDonnell F-4B Phantom II und Douglas A-4 Skyhawk.

### Vietnamkrieg

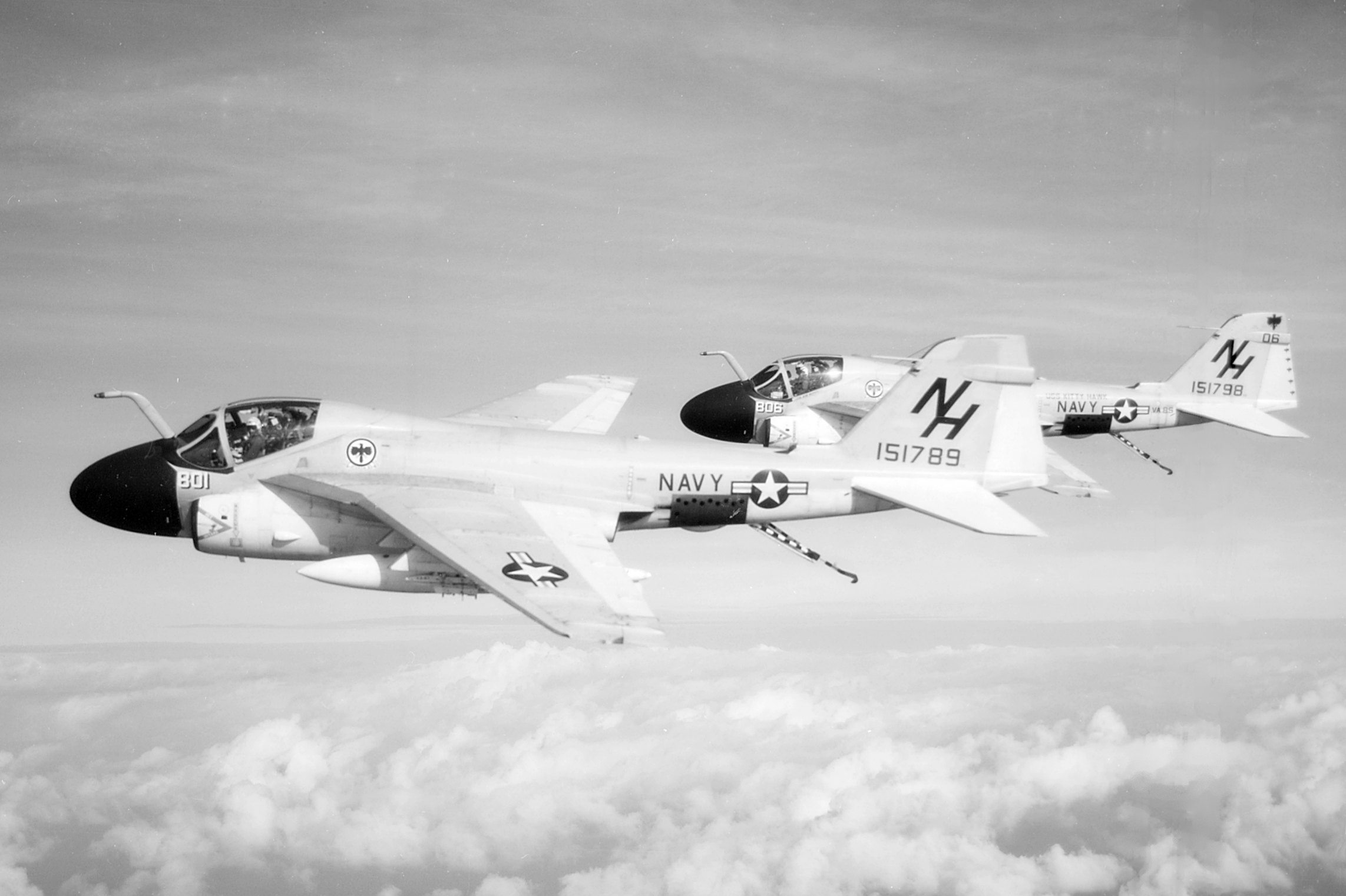
Zwei Grumman A-6 der Kitty Hawk 1966 über der Südchinesischen See

Über Subic Bay auf den Philippinen erreichte die Kitty Hawk Ende November 1965 die vietnamesische Küste. Am 26. November hoben erstmals Flugzeuge der Kitty Hawk zu Angriffen auf Ziele in Nordvietnam ab. Der Träger bezog Position auf der Yankee Station im Golf von Tonkin, von dem aus regelmäßig Angriffe von drei Flugzeugträgern der US Navy starteten. Bereits am ersten Tag fanden im Rahmen der Operation Rolling Thunder 90 Starts statt; die Flugzeuge warfen 140 Tonnen Bomben ab. Am 2. Dezember verlor der Träger sein erstes Flugzeug in diesem Krieg, beide Piloten starben. Vier Tage später brach in Maschinenraum 3 ein Feuer aus, durch das zwei Besatzungsmitglieder starben und 29 weitere verletzt wurden. Der Besatzung gelang es, das Feuer nach drei Stunden zu löschen; der Träger blieb voll einsatzfähig. Kurz vor den Weihnachtstagen griffen Verbände aus bis zu 110 Flugzeugen von drei Flugzeugträgern die Kraftwerke von Uong Bi an; insgesamt vier Maschinen der Staffeln der Kitty Hawk wurden dabei abgeschossen. Im Anschluss wurde die Kitty Hawk abgelöst und verbrachte den Jahreswechsel in Japan im Hafen. Mitte Januar war der Träger wieder vor der Küste. Im Rahmen der Operation Steel Tiger sollte das Einsickern nordvietnamesischer Kräfte über Laos in den Süden verhindert werden. Im Februar flogen die Flugzeuge der Kitty Hawk wieder verstärkt Rolling-Thunder-Missionen. Schlechtes Wetter behinderte in den folgenden Wochen die Einsätze von den Yankee- und Dixie Stationen aus. Mitte März wurde die Kitty Hawk dann nach Subic Bay geschickt, wo sie zwei Wochen lag. Am 31. März war sie wieder auf Dixie Station, später dann auf Yankee. Bei den von dort gestarteten Einsätzen warfen die Flugzeuge rund 100 Tonnen Bomben pro Tag auf nordvietnamesische Stellungen und Städte ab. Im Monat April verlor das Schiff neun Flugzeuge durch Beschuss oder technisches Versagen. Am 30. April folgte die nächste Ruheperiode in Subic Bay; am 8. Mai erreichte das Schiff wieder Yankee Station. Bis zum 23. Mai warfen die Flugzeuge wieder rund 110 Tonnen Bomben pro Tag auf Nordvietnam ab. Danach beendete die Kitty Hawk ihren ersten Kriegseinsatz, in dem über 10.000 Flüge vom Deck des Trägers gestartet waren. Die Besatzung erhielt für den Einsatz eine Navy Unit Commendation. Im Juni erreichte die Kitty Hawk San Diego, um Instandhaltungsarbeiten durchführen zu lassen. Am 25. Juni wurde Lt. Robin Crusoe, USN, im Hangar des Trägers uraufgeführt.
Im November 1966 war die Kitty Hawk zum zweiten Mal vor Vietnam. Bis in den Juni 1967 hinein verbrachte der Träger insgesamt 117 Tage auf Yankee Station. In über 10.000 Einsatz- und Unterstützungsflügen warfen die Flugzeuge über 11.000 Tonnen Bomben auf nordvietnamesische Ziele. Insgesamt wurden während Rolling Thunder 38 Industrieziele angegriffen, darunter Kraftwerke und Erdöl-verarbeitende Betriebe bei Hải Phòng und Bắc Giang, Waffenfabriken bei Thanh Hóa und Van Dien sowie Schwerindustrie bei Thái Nguyên. Hinzu kamen 15 Einsätze, in denen Flüsse in Nordvietnam vermint wurden, um die Industrie des Landes weiter zu schwächen. Die Piloten der Kitty Hawk errangen vier Luftsiege über nordvietnamesische Piloten. Am 20. Dezember 1966 schossen zwei McDonnell F-4B Phantom II zwei Antonow An-2, am 24. April 1967 zwei F-4B zwei nordvietnamesische Mikojan-Gurewitsch MiG-17 ab. Während dieser Periode schossen nordvietnamesische Stellungen außerdem zehn Flugzeuge der Kitty Hawk ab. Auf dem Rückweg nach San Diego übernahm der Träger am 16. Juni Treibstoff vom Tanker Platte. Dabei kollidierten die beiden Schiffe. Während die Kitty Hawk nahezu keine Schäden davontrug, wurde die Platte schwer beschädigt und musste nach Hawaii zurückfahren. Bis in den Oktober wurde die Kitty Hawk dann zu Instandhaltungsarbeiten in der Long Beach Naval Shipyard eingedockt.

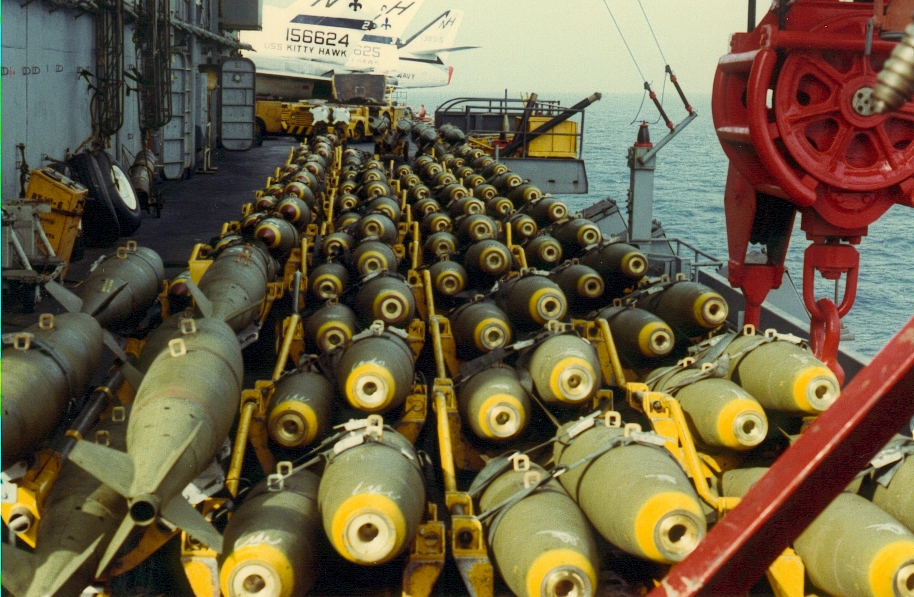
Gelagerte Bomben auf dem Flugdeck der Kitty Hawk 1970 vor Vietnam

Bereits Ende 1967 war die Kitty Hawk wieder in Subic Bay. Während das Schiff im Hafen lag, brach am 18. Dezember ein Feuer in einem als Reifenlager genutzten Raum aus, das erst nach neun Stunden gelöscht werden konnte. Durch die starke Rauchentwicklung wurden rund 125 Seeleute leicht verletzt, konnten aber alle an Bord verbleiben. Schäden entstanden keine, so dass die Kitty Hawk wie geplant nach Vietnam verlegen konnte. Dort warfen die Flugzeuge des Trägers bis Juni 1968 in über 10.000 Flügen über 16.000 Tonnen Bomben ab. Anfang 1968 bombardierten die Flugzeuge NVA-Truppen während der Schlacht um Khe Sanh. Die zweite Hälfte des Einsatzes fand während der nordvietnamesischen Tet-Offensive statt. Die Jets griffen insgesamt 185 größere Zielgebiete an, darunter wieder Industriegebiete, Flugfelder und Kommunikationseinrichtungen. Durch die Anweisung Lyndon B. Johnsons, die Bombardierungen auf Flächen nördlich des 20. Breitengrades zu beschränken, wurden ab März vor allem die nordvietnamesische Nachschublinien im südlichen Zipfel Nordvietnams angegriffen.
Zu Silvester 1968 verlegte die Kitty Hawk bereits wieder Richtung Vietnam, Ende Januar 1969 begann der erste Einsatz. Diese Fahrt dauerte für die Kitty Hawk bis in den September 1969, im Oktober dockte sie dann in der Puget Sound NSY ein, wo eine Überholung durchgeführt wurde. Im November begann für die Kitty Hawk ihre fünfte Verlegung nach Vietnam. Mittlerweile fanden die Angriffe über Laos und Südvietnam statt. So unterstützten die Flugzeuge den letztlich gescheiterten südvietnamesischen Versuch, in der Operation Lam Son 719 nach Laos vorzudringen. Bis in den Juni 1971 warfen Flugzeuge des Trägers mehr als 22.000 Tonnen Bomben ab.
Nach einer Überholung im Heimathafen fand von Februar 1972 bis November 1972 die eigentlich letzte Vietnamkriegsfahrt des Trägers statt. Die Nguyễn-Huệ-Offensive (auch bekannt als Oster-Offensive) der nordvietnamesischen Truppen traf die USA unvorbereitet. Die Kitty Hawk wurde im März frühzeitig aus Subic Bay auf Yankee Station berufen. Hauptziele der Luftangriffe der Flugzeuge waren Flugabwehrraketenstellungen, um den Boeing B-52 Stratofortress der US Air Force einen ungefährdeten Anflug auf ihre Ziele im Rahmen der Operation Linebacker zu erlauben. Diese Angriffe schwächten die nordvietnamesische Industrie weiter, zusätzlich verminten Flugzeuge der Kitty Hawk und dreier anderer Flugzeugträger im Mai die Häfen von Hải Phòng, Cẩm Phả und weiteren Industriezentren Nordvietnams, um den Staat von Nachschublieferungen auf dem Seeweg abzuschneiden. Während der gesamten Fahrt wurden über 26.000 Tonnen Bomben abgeworfen. Im Mai schossen zwei Phantom der Kitty Hawk außerdem zwei nordvietnamesische Mikojan-Gurewitsch MiG-21 ab. Im Oktober endete die Operation Linebacker, die Kitty Hawk wurde daraufhin nach Subic Bay zurückgezogen.
Ursprünglich sollte sie nach einer kurzen Hafenliegezeit von dort aus den Heimweg antreten. Stattdessen wurde sie jedoch ein weiteres Mal nach Vietnam geschickt. Schwarze und weiße Matrosen isolierten sich zu dieser Zeit immer weiter voneinander. Begünstigt wurde dieser Prozess auch durch getrennte Schlafsäle an Bord der Kitty Hawk. Kurz nach dem Auslaufen, am 12. Oktober, begannen auf der Kitty Hawk Rassenunruhen, nachdem gezielt ein schwarzer Seemann nach seiner Beteiligung an einer Kneipenschlägerei in Subic Bay befragt wurde und dieser Seemann direkt im Anschluss zwei weiße Köche attackierte. Daraufhin brach Streit in einer der Messen aus, den der Executive Officer (XO), einer von fünf schwarzen Offizieren an Bord, nach einer Stunde schlichten konnte. Im Hangardeck, wo sich nun Gruppen schwarzer Seeleute mit Werkzeugen bewaffneten, setzte sich jedoch die Konfrontation fort. Dort versuchte der weiße Commanding Officer der Kitty Hawk zu schlichten. Dennoch zogen kurz darauf kleine Gruppen schwarzer Seeleute durch das Schiff und verletzten wahllos weiße Matrosen. Letztlich schlichtete der XO auch hier, sagte jedoch später, er habe das Gefühl gehabt, er wäre von den Gruppen, als er sie ansprach, umgebracht worden, wäre er nicht ebenfalls schwarz gewesen. Resultat der Unruhen waren 40 weiße und sechs schwarze Verletzte, 21 Schwarze wurden später angeklagt. Nachdem die Unruhen geschlichtet waren, blieb die Kitty Hawk auf Station und kehrte erst Ende November nach San Diego zurück.
Insgesamt verlegte die Kitty Hawk damit zwischen 1965 und 1972 sechsmal in den Vietnamkrieg. Dabei verbrachte der Träger rund vier Jahre auf den Einsatzfahrten im Rahmen des Krieges.

### Nachkriegsjahre

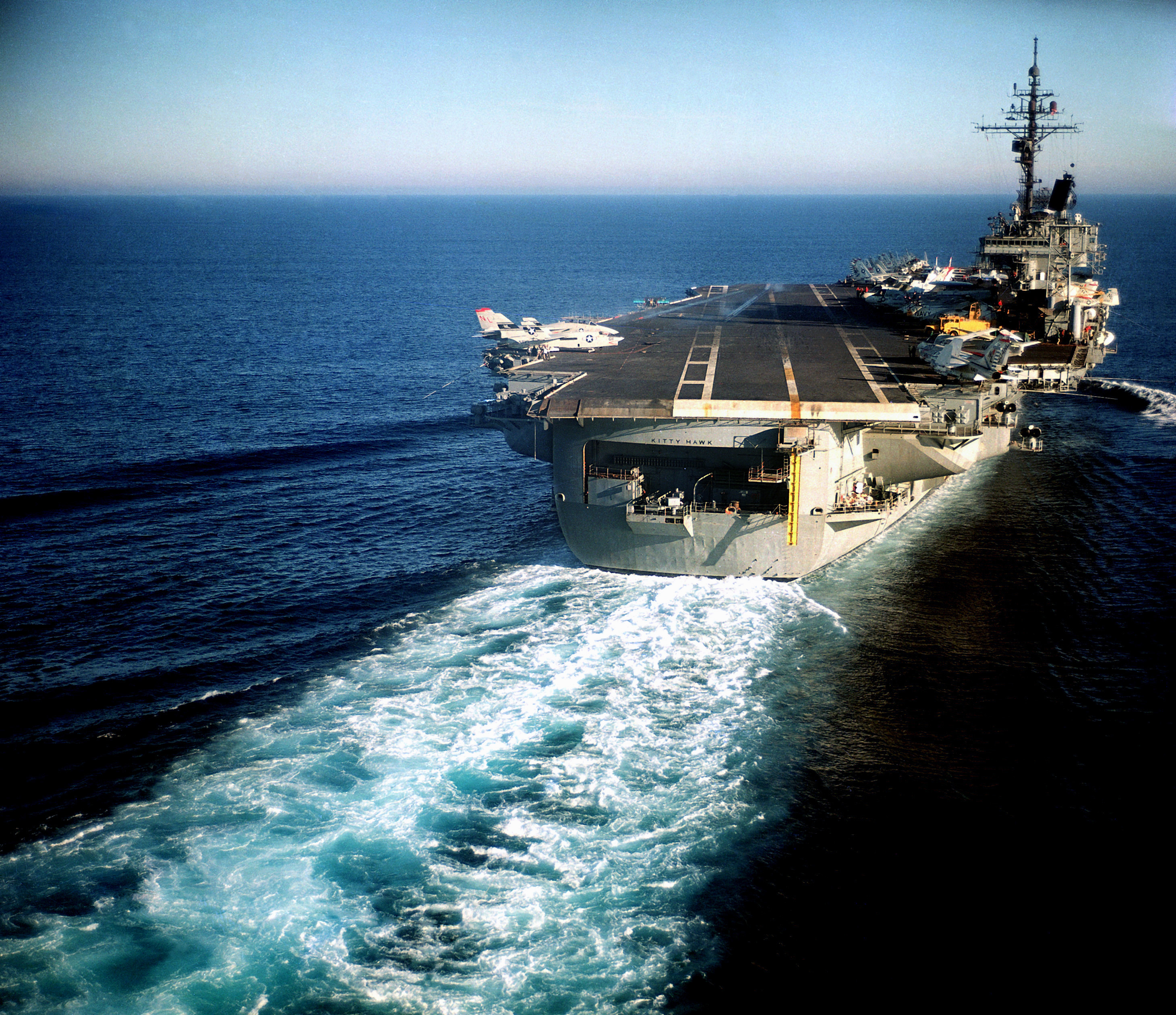
Heckansicht der Kitty Hawk 1977 vor der Küste Kaliforniens

Im Januar 1973 dockte die Kitty Hawk zu Überholungsarbeiten in der San Francisco NSY ein. Während dieser wurden unter anderem stärkere Flugzeugkatapulte und Gasstrahlabweiser (engl. Jet Blast Deflectors) eingebaut, um größere und schwere Flugzeuge wie die Grumman F-14 Tomcat starten zu können. Im September nahm sie dann an der multinationalen Übung RIMPAC in den Gewässern vor Hawaii teil. Im November verlegte das Schiff erstmals seit 1964 wieder im Frieden, Ziel war der Indische Ozean. Wie schon während vieler Fahrten in Südostasien beschatteten sowjetische Aufklärer und Bomber des Typs Tupolew Tu-95 die Kitty Hawk über weite Strecken. Am 11. Dezember brach in Maschinenraum Nummer eins ein Feuer aus, in dem fünf Seeleute starben. 1974 fuhr der Träger, vom Feuer unbeeinträchtigt geblieben, ins Arabische Meer ein und verblieb dort einige Wochen.
Im April 1975 nahm die Kitty Hawk an Übungen vor der kalifornischen Küste teil und verlegte im Mai wiederum in den Westpazifik, erstmals auch mit Tomcats an Bord. Besonders im Japanischen Meer wurde die Kitty Hawk erneut von sowjetischen Bombern und Schiffen beschattet. Anfang 1976 folgte eine grundlegende Überholung in der Puget Sound NSY. Unter anderem wurden notwendige Wartungseinrichtungen für den Einsatz der F-14 Tomcat geschaffen. Außerdem wurden die Lenkraketen Terrier gegen Sea Sparrow ausgetauscht. Die Kosten für die Überholung lagen bei 100 Millionen Dollar. Erst im Oktober 1977 ging die Kitty Hawk wieder in Einsatz. Anfang 1978 lag das Schiff in Subic Bay, als sie auf Grund des Ogadenkrieges in Somalia in Bereitschaft ging und bis März 1978 vor Singapur wartete, ob etwa amerikanische Staatsbürger zu evakuieren seien. Letztlich wurde sie aber nicht in den Indischen Ozean geschickt; im Mai kehrte das Schiff an die US-Küste zurück.
Ein Jahr später verlegte die Kitty Hawk wieder nach Osten und nahm an Übungen mit der japanischen Marine vor Okinawa teil. Auf dieser Fahrt wurde das CVW 11 erstmals durch ein anderes Geschwader abgelöst. Das Carrier Air Wing Fifteen (CVW 15) kam an Bord. Nach der Ermordung des südkoreanischen Präsidenten Park Chung-hee am 16. Oktober 1979 wurde die Kitty Hawk vor Koreas Küste geschickt, um in der turbulenten Zeit Nordkorea von militärischen Aktionen gegen den Süden abzuhalten. Im November zog sie Richtung Subic Bay ab und sollte nach einem Aufenthalt dort nach San Diego zurückzukehren. Nachdem jedoch die Spannungen im Iran nach der Geiselnahme von Teheran stiegen, verlegte die Kitty Hawk ins Arabische Meer, wo sie am 4. Dezember ankam und bis Januar 1980 blieb. Sie wurde von der Nimitz abgelöst und erreichte im Februar San Diego. Nach einer weiteren Verlegung 1981 ins Arabische Meer ging die Kitty Hawk Anfang 1982 zur Überholung in die Puget Sound NSY. Im Januar 1983 waren die Testfahrten nach der Überholung beendet. An diesem Tag kam es auch zu einer Beinahe-Kollision mit dem kanadischen Zerstörer Yukon. Letztlich berührten sich aber nur Antennen der beiden Schiffe. Ebenfalls im Januar operierten erstmals McDonnell Douglas F/A-18 Hornets von Deck der Kitty Hawk.

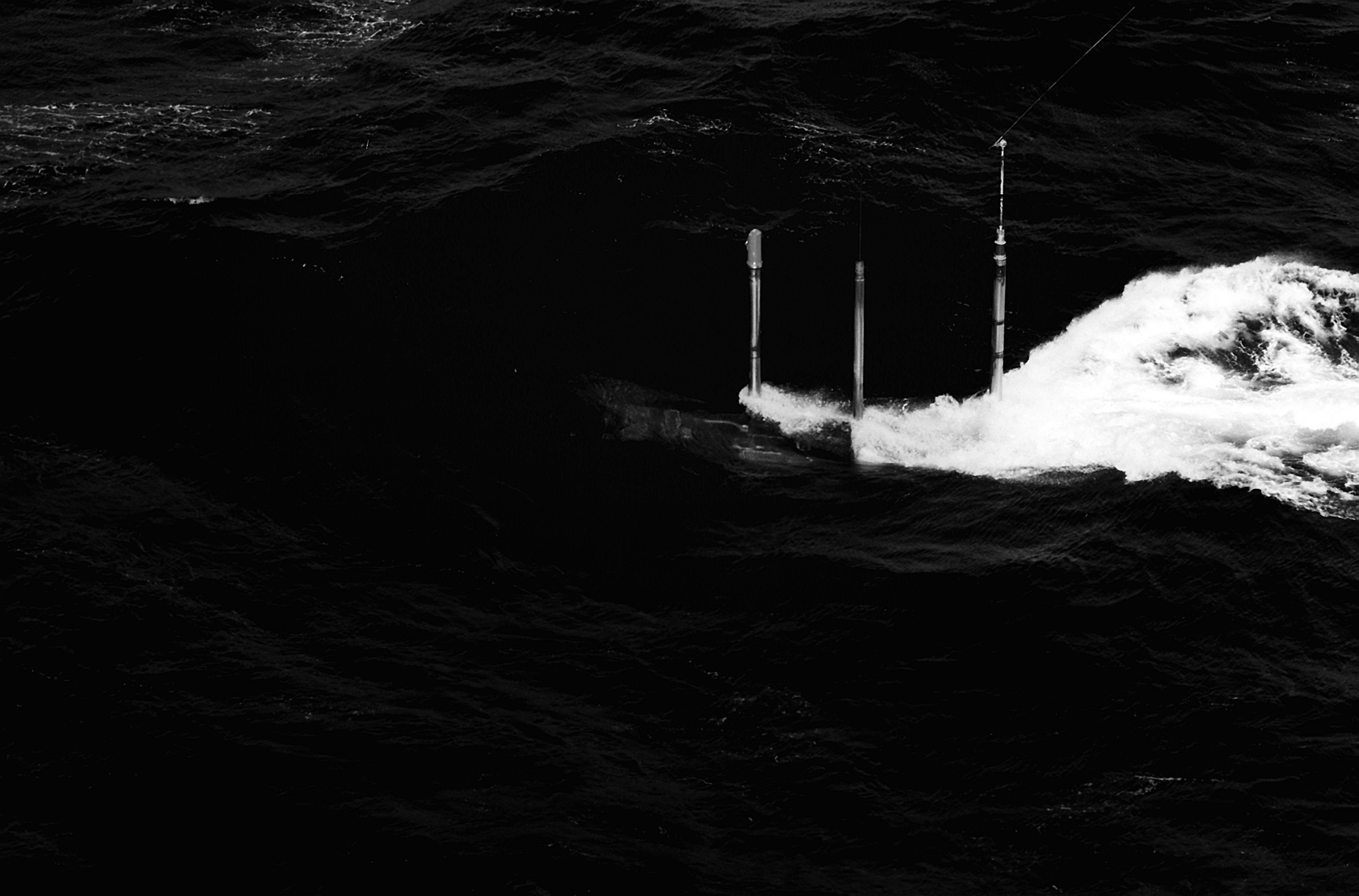
Das sowjetische U-Boot nach der Kollision beim Abtauchen

Anfang 1984 wurde die Kitty Hawk wieder in Richtung Westpazifik und Indischem Ozean in Marsch gesetzt. Für diese Fahrt wurde das Carrier Air Wing Two (CVW 2) an Bord stationiert. Am 12. März 1984 durchfuhr der Träger während einer Übung die Koreastraße. Gegen 22 Uhr Ortszeit tauchte das sowjetische Atom-U-Boot K-314 vom Typ Projekt 671 direkt vor der Kitty Hawk auf. Die Schiffe kollidierten; im Anschluss daran machte die Besatzung der Kitty Hawk den Turm des U-Bootes aus, das sich unbeleuchtet vom Träger entfernte. Schaden schien das U-Boot nicht genommen zu haben. Die Kitty Hawk signalisierte dem nahen sowjetischen Kreuzer der Kara-Klasse Petropavlovsk, der jedoch nicht reagierte. Nach späteren Aussagen der US Navy sei das U-Boot in den vorherigen Tagen über 15-mal ausgemacht und simuliert versenkt worden. James D. Watkins, damaliger CNO, sah die Schuld bei der sowjetischen Seite und zeigte sich über die Probleme des Kapitäns verwundert, von der Kitty Hawk genügend Abstand zu halten. Bis Juni hielt sich die Kitty Hawk nach diesem Zwischenfall im Arabischen Meer auf, wo der Iran-Irak-Krieg und in diesem auch der „Tankerkrieg“ tobte. Auch Mitte bis Ende 1985 verlegte die Kitty Hawk zu einer Fahrt in den Indischen Ozean. Im Anschluss wurde CVW 2 durch Carrier Air Wing Nine (CVW 9) ersetzt.

### Kampfeinsätze im Golf

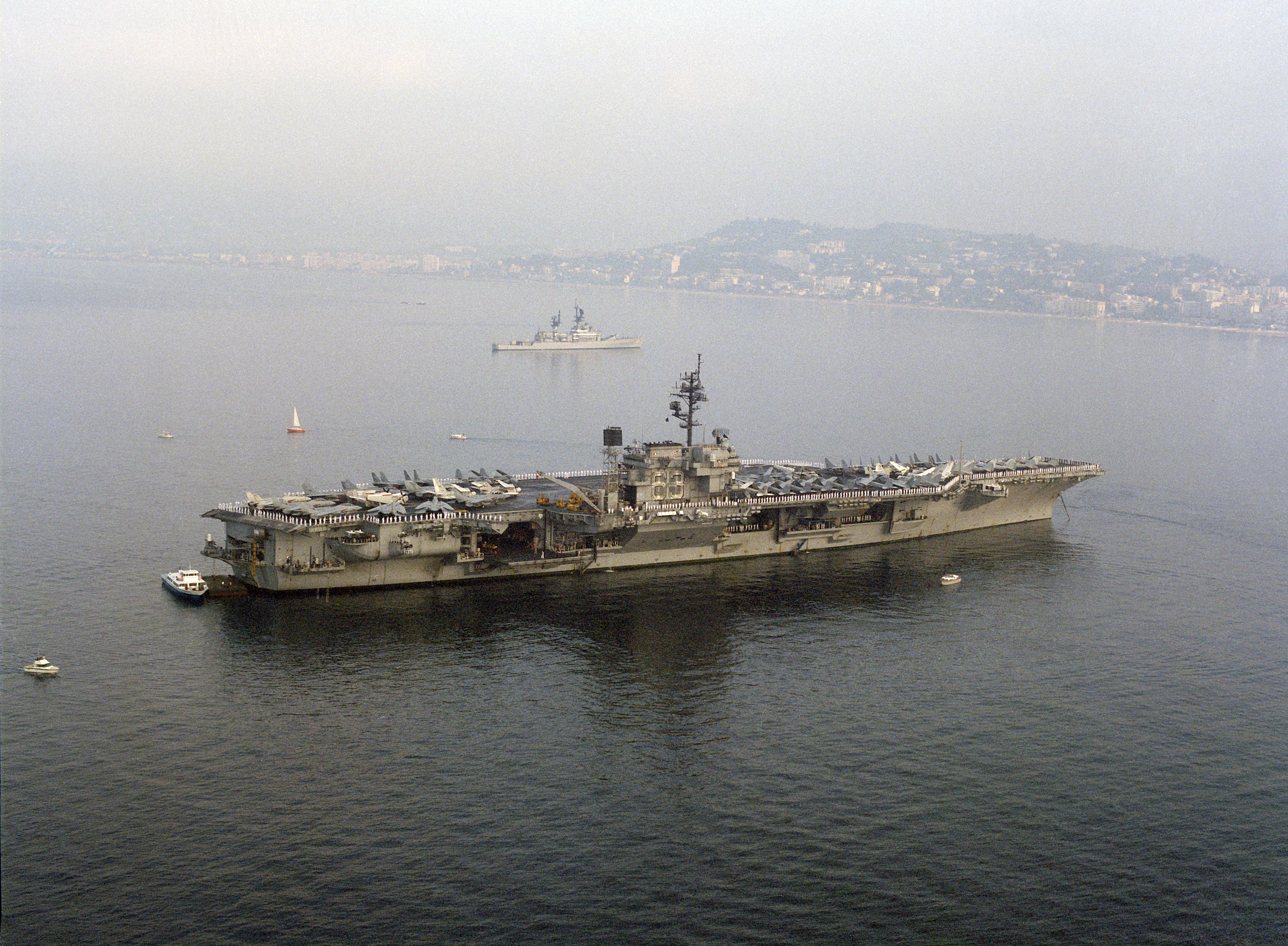
Die Kitty Hawk 1987 bei ihrer einzigen Fahrt in europäischen Gewässern vor Cannes

Anfang 1987 verließ der Träger San Diego und fuhr auf einer unvollständigen Weltumrundung durch den Pazifik und durch die Straße von Malakka in den Indischen Ozean. Im Arabischen Meer folgten drei Monate Flugoperationen im Rahmen des Tankerkrieges. Am 17. Mai durchfuhr der Träger den Sueskanal ins Mittelmeer, blieb aber nach dem irakischen Angriff auf die Fregatte Stark noch im östlichen Mittelmeer in Bereitschaft, bis die Nimitz den Sueskanal Richtung Golf durchquert hatte und die Kitty Hawk ablöste. Im November erreichte sie den Philadelphia Naval Shipyard. Dort durchlief die Kitty Hawk ein Service Life Extension Program, also eine ausgedehnte Überholung, um die Dienstzeit des Trägers zu verlängern. Der Werftaufenthalt dauerte bis Mitte 1991 und kostete rund 800 Millionen US-Dollar. Das Schiff lag damit während der gesamten Operation Desert Storm in der Werft. Modernisiert wurden unter anderem die Antriebsanlagen und der Rumpf, die Radaranlagen sowie die Unterkünfte an Bord.
Im Dezember 1991 erreichte der Träger wieder San Diego. Im Sommer 1992 nahm die Kitty Hawk zum zweiten Mal am Manöver RIMPAC teil. Am 1. August wurde sie als Bereitschafts-Flugzeugträger der Pazifikflotte ausgewählt und auf 96-Stunden-Bereitschaft gesetzt. Im November wurde die Kitty Hawk, jetzt wieder mit dem Geschwader CVW 15, in den Indischen Ozean verlegt, um dort als Flaggschiff der Operation Restore Hope vor Somalia zu kreuzen. Während über die Weihnachtstage amerikanische Flugzeuge über Somalia flogen, um dort UN-Bodentruppen Luftnahunterstützung zu geben, verletzten gleichzeitig irakische Kampfflugzeuge die südliche Flugverbotszone über ihrem Land. Die Kitty Hawk wurde sofort mit nur einer Eskorte, der Leahy, in den Persischen Golf beordert, wo sie nach einer viertägigen Hochgeschwindigkeitsfahrt am 31. Dezember 1992 ankam. Dort startete sie noch am Neujahrstag Flugzeuge zur Luftüberwachung im Rahmen der Operation Southern Watch. Nur zwei Wochen später flogen 110 alliierte Kampfflugzeuge, davon 35 von der Kitty Hawk, einen massierten Einsatz gegen irakische Flugabwehrraketenstellungen und Bodenkontrollstationen. Im März verließ die Kitty Hawk den Golf und wurde von der Nimitz abgelöst. Im Anschluss fanden Instandhaltungsarbeiten statt. Anfang 1994 wurden Teile des Hollywood-Films Das Kartell mit der Kitty Hawk gedreht.
Bei der Einsatzfahrt Mitte bis Ende 1994 verlegte die Kitty Hawk in den Westpazifik. Während der Zeit nach dem Tod von Kim Il-sung war der Flugzeugträger vor der koreanischen Halbinsel in Bereitschaft und absolvierte Übungen mit japanischen und südkoreanischen Marinekräften. Dort gelang es westlichen Kräften unter Führung der Kitty Hawk erstmals, den akustischen Kontakt zu einem chinesischen U-Boot des Typ 091 (Han-Klasse) und einem russischen der Oscar-II-Klasse längere Zeit aufrechtzuerhalten. Nachdem 1995 wieder Modernisierungsarbeiten anstanden, nahm die Kitty Hawk im Sommer 1996 an der Übung RIMPAC teil. Zwischen November 1996 und März 1997 fuhr das Schiff im Persischen Golf, wo sie bei der Durchsetzung der UN-Sanktionen gegen den Irak half, unter anderem durch die Überprüfung von Frachtschiffen, die irakische Häfen anliefen oder von dort kamen. Flugzeuge der Kitty Hawk flogen über 1000 Einsätze zur Überwachung der Flugverbotszonen. Stationiert wurde für diese Fahrt das Geschwader CVW 11. Im Anschluss folgte eine zweigeteilte Überholung (Complex Overhaul) in San Diego und der Puget Sound NSY. Unter anderem wurden dabei alle vier Propeller und Wellen instand gesetzt und die vier Ruder durch die der außer Dienst gestellten Ranger ersetzt.

### Heimathafen Japan
Nach der Überholung wurde die Kitty Hawk als einziger vorgeschobener Träger der USA in Yokosuka, Japan stationiert, wo sie die Independence ersetzte. Gleichzeitig kam das ebenfalls permanent in Japan stationierte Carrier Air Wing Five (CVW 5) an Bord.

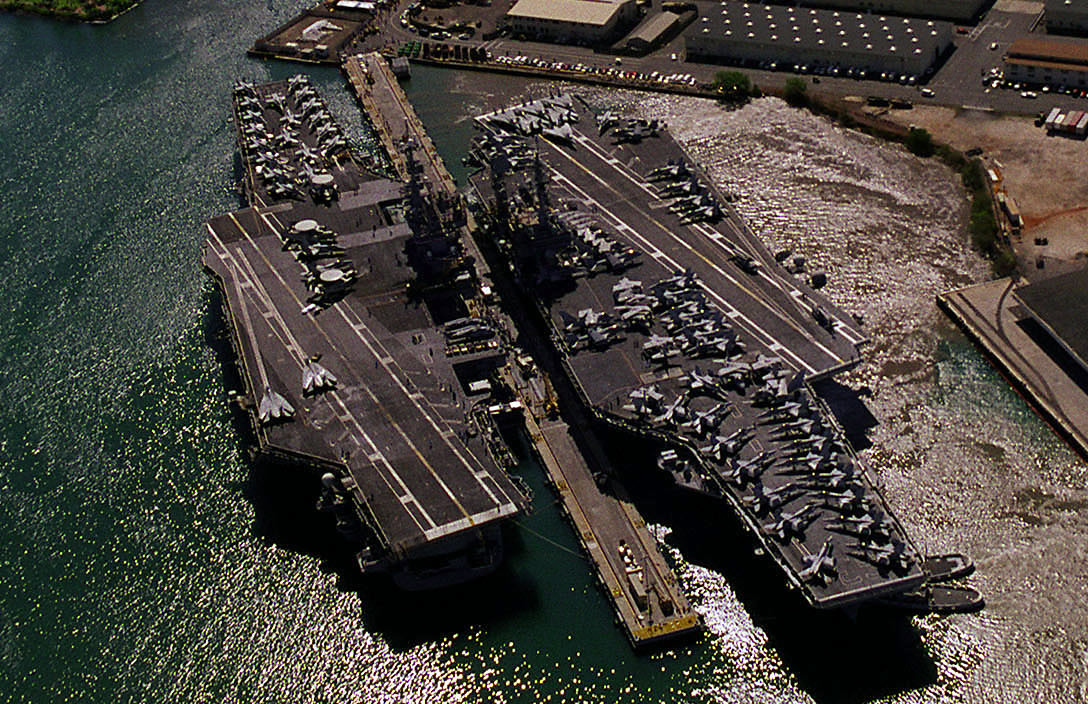
Rechts die Kitty Hawk neben der Independence, die sie als in Japan stationierter Träger ersetzte

 Im August 1998 erreichte die Kitty Hawk Yokosuka.
Im November erhielt sie als nun dienstältestes Schiff der US-Flotte die Ehre, den First Navy Jack als Gösch zu hissen. 2001 erging die Order an jedes Schiff der Flotte, für die Dauer des Krieges gegen den Terror ebenfalls diese Gösch zu zeigen, die Kitty Hawk führte sie aber noch immer auch als dienstältestes Schiff. Im März 1999 verlegte der Träger zu einer dreimonatigen Übung in die Gewässer um Guam. Im April wurde jedoch der Marschplan des Trägers geändert. Die Kitty Hawk sollte die Enterprise im Arabischen Golf ablösen, da deren vorgesehene Ablösung stattdessen kurzfristig ins Mittelmeer geschickt worden war, um Angriffe im Rahmen des Kosovokrieges fliegen zu lassen. Im April lief die Kitty Hawk wieder in arabische Gewässer ein. Neben über 8800 Flügen zur Durchsetzung und Überwachung der irakischen Flugverbotszone warfen Trägerflugzeuge 20 Tonnen Munition auf Bodenziele im Irak ab. Im Juli wurde sie von der Theodore Roosevelt abgelöst, nachdem der Kosovokrieg zu Ende gegangen war. Über die Jahrtausendwende lag das Schiff im Dock zu Instandhaltungsarbeiten. Während Übungseinsätzen überflogen am 17. Oktober 2000 zwei russische Kampfjets den Träger, ohne dass sie vorher abgefangen worden wären. Dies lag laut US Navy an Kommunikationsfehlern.
Im Frühjahr 2001 nahm die Kitty Hawk an einer gemeinsamen Übung mit der Royal Australian Navy und dem Canadian Forces Maritime Command teil. Anlässlich der Feier des 50-jährigen Jubiläums des ANZUS-Abkommens war die Kitty Hawk als US-amerikanische Vertreterin in Woolloomooloo Bay, Sydney. Im Juni ging die Kitty Hawk in Yokosuka in die Werft, wo Rolling-Airframe-Missile-Starter installiert wurden. Dort lag sie auch während der Terroranschläge am 11. September 2001. Nach einer auf Grund der Geschehnisse verkürzten Probefahrt wurde die Kitty Hawk am 1. Oktober im Rahmen der Operation Enduring Freedom ins Arabische Meer verlegt. Auf dieser Fahrt waren nur 15 Fluggeräte an Bord, da die Kitty Hawk vor Ort als Basis für Spezialeinheiten dienen sollte. Ab dem 12. Oktober kamen von der omanischen Insel Masirah 600 Soldaten der Task Force Sword mit 20 Helikoptern an Bord. Diese führten bis Dezember Angriffe gegen Taliban-Ziele in Afghanistan durch. Nach 74 Tagen im Kampfeinsatz kehrte der Träger nach Japan zurück. Anfang 2002 fanden Instandhaltungsarbeiten statt, im Anschluss Erprobungs- und Trainingsfahrten. Nachdem im Sommer 2002 insgesamt sechs Besatzungsmitglieder der Kitty Hawk auf Landgang in Japan wegen Einbruch, Raub und Drogenschmuggel festgenommen worden waren, wurde der Kommandant des Schiffs, Thomas A. Hejl, seines Kommandos enthoben. Zusätzlich zu der schlechten Führung der Mannschaft wurde ihm zum Verhängnis, dass der Träger unter seinem Kommando 2002 vor Singapur eine Boje gerammt hatte und sich dabei einen Propeller und die zugehörige Welle beschädigte.

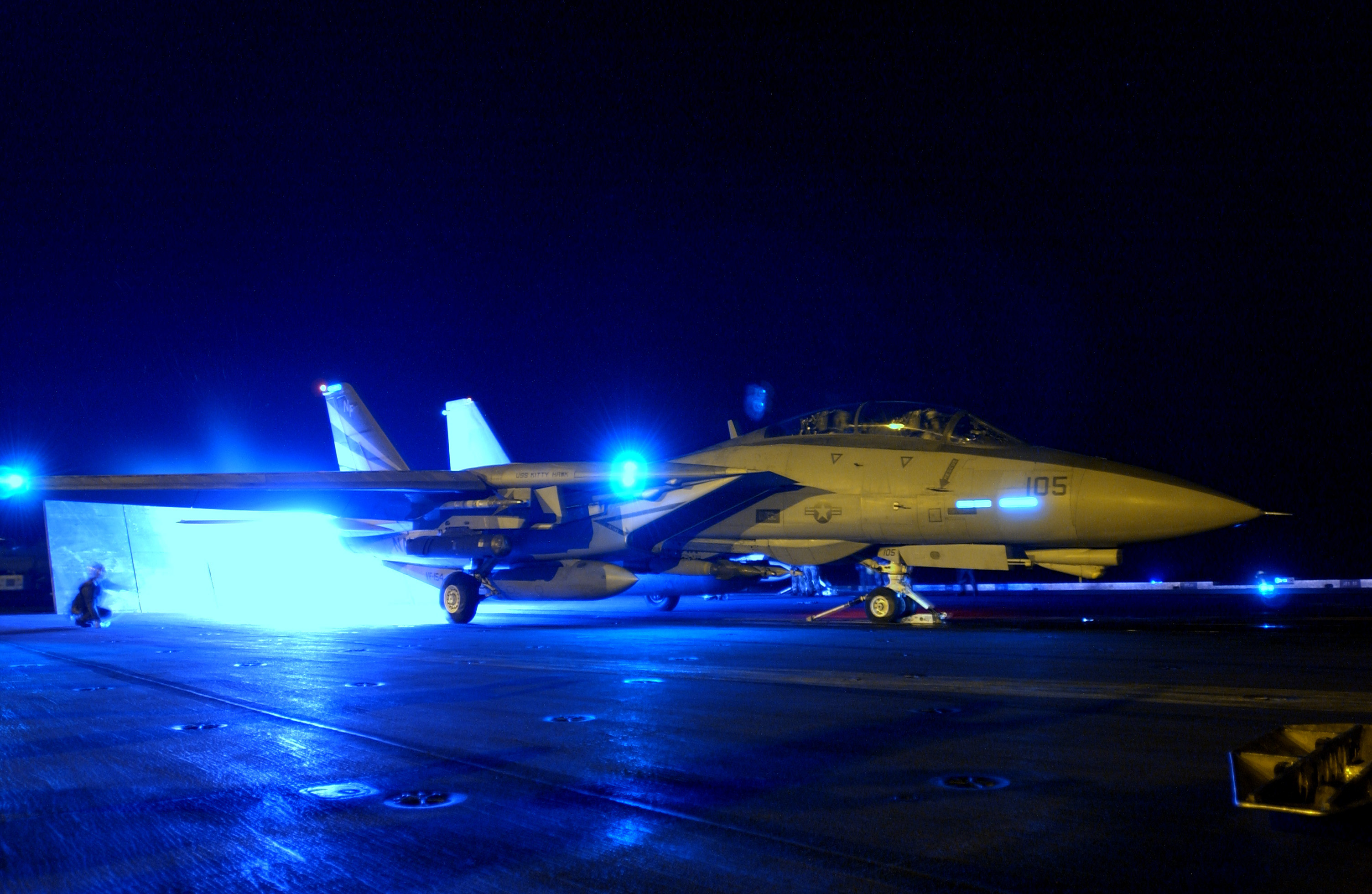
Nachtstart einer F-14 Tomcat zu Beginn des Irakkrieges

Im Februar 2003 fand wieder eine Verlegung in den Persischen Golf statt. Dort angekommen, wurden zunächst Flüge im Rahmen der Operation Southern Watch durchgeführt. So befand sich das Schiff zu Beginn des Irakkrieges bereits vor Ort. Seine Flugzeuge warfen am ersten Tag des Krieges 37 lasergelenkte Bomben auf irakische Ziele ab, bis Ende April wurden es Abwürfe über rund 400 Tonnen Munition. Zurück in Japan, wurde der Träger bis Oktober eingedockt und modernisiert. 2004 und 2005 nahm das Schiff an mehreren Übungen und Manövern teil, 2006 war die Kitty Hawk einer von drei Trägern im Manöver Valiant Shield, der größten Flottenansammlung im Pazifik seit dem Vietnamkrieg. Auch im Oktober 2006 war die Kitty Hawk mit ihrer Kampfgruppe zu Manövern auf See vor Okinawa. Während dieser Fahrt konnte ein chinesisches, dieselelektrisch getriebenes U-Boot der Song-Klasse die Gruppe unbemerkt verfolgen und in die Gruppe eindringen. Es wurde erst dann von Flugzeugen des Trägers gesichtet, als es schließlich circa fünf Meilen entfernt von der Kitty Hawk auftauchte. Damit befand sich die Kitty Hawk vor der Entdeckung des Bootes in dessen Angriffsdistanz.
Zu Thanksgiving 2007 sollte die Kitty Hawk in Hongkong liegen, um dort der Crew die Feiertage mit vielen eingeflogenen Familienmitgliedern zu ermöglichen. Zusammen mit ihren Eskorten näherte sich die Kitty Hawk dem Hafen im November, wurde jedoch von der lokalen Hafenbehörde abgewiesen, die vorgeblich nichts von dem laut US Navy seit Monaten geplanten Besuch wusste. Nach ersten Versuchen, die Verwirrungen zu klären, musste die Kampfgruppe die Küste verlassen, da dort schlechtes Wetter erwartet wurde. Erst als die Kampfgruppe bereits wieder auf dem Weg nach Yokosuka war, erlaubte China die Einfahrt; die Gruppe drehte jedoch nicht mehr um. Diese Episode fiel in eine Zeit, in der China und die USA sich über Handelsverträge uneinig waren und der US-Kongress die Congressional Gold Medal, die höchste zivile Auszeichnung des Kongresses, an den Dalai Lama Tendzin Gyatsho verliehen hatte.
2008 nahm die Kitty Hawk noch an einer Übung mit Japans Marine teil und verließ am 28. Mai Yokosuka endgültig, um über Hawaii nach San Diego zurückzukehren. Als neuer Träger für Yokosuka wurde die George Washington ausgewählt. Diese Entscheidung wurde vor dem Hintergrund der Atombombenabwürfe auf Hiroshima und Nagasaki in Japan kritisch aufgenommen, da die Washington ein Träger der Nimitz-Klasse und damit nuklear angetrieben ist. Da die Kitty Hawk jedoch der letzte konventionell angetriebene Träger der US Navy war, gab es keine Alternative und die japanische Regierung stimmte dem Plan zu. Auch der Gouverneur der Präfektur Kanagawa, Shigefumi Matsuzawa, gab seinen anfänglichen Widerstand auf.

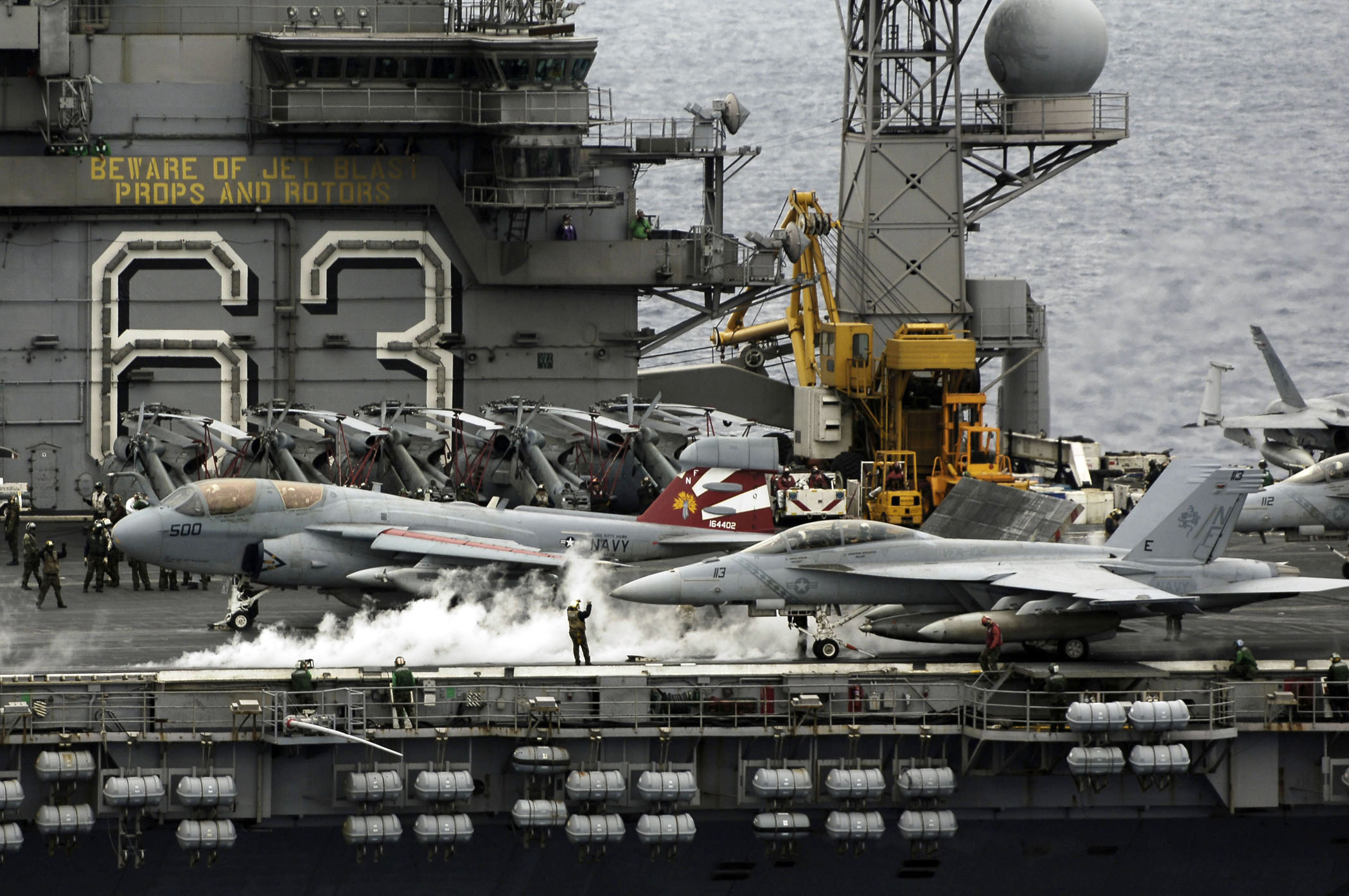
Die letzten Flugdeckstarts der Flugzeugtypen EA-6B-Prowler und F/A-18F Super Hornet im August 2008

### Außerdienststellung und Verschrottung

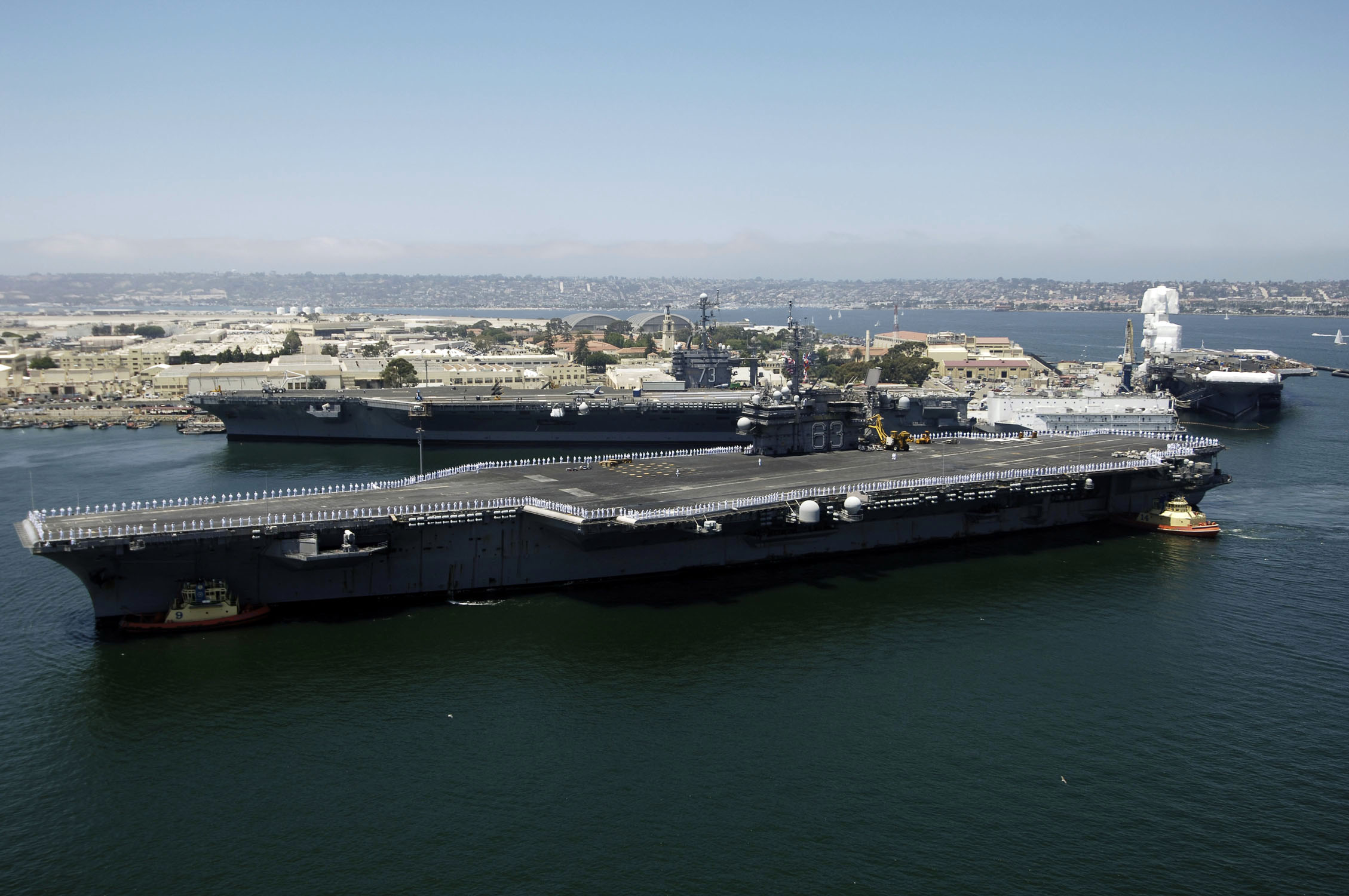
Die Kitty Hawk passiert 2008 in San Diego die George Washington, die sie in Japan ersetzt

Bereits am 22. Mai 2008, sechs Tage bevor die Kitty Hawk in Yokosuka ablegen und sich auf den Weg nach Pearl Harbor machen sollte, um einen Großteil der Crew an die George Washington abzugeben, damit die in Japan stationierten Seeleute dort verbleiben konnten, brach auf der George Washington ein Feuer aus. Das Schiff musste zur Reparatur nach San Diego geschickt werden. Die Kitty Hawk wurde, nachdem klar geworden war, dass die Reparatur länger dauern würde, vorerst nach Apra Harbor auf Guam umgeleitet. Da die Washington jedoch schwerer beschädigt war, als zu Beginn gedacht, nahm die Kitty Hawk bei der 2008er-RIMPAC-Übung deren Platz ein. Erst Anfang August trafen sich die beiden Träger zum Besatzungsaustausch in San Diego. Am 25. September erreichte der neue Träger Yokosuka.
Die Kitty Hawk hingegen wurde am 31. Januar 2009 außer Dienst gestellt. Ihren Platz in der Flotte übernahm das jüngste Schiff der Nimitz-Klasse, die George H. W. Bush. Am 12. Mai 2009 wurde das Schiff auf der Puget Sound Naval Shipyard and Intermediate Maintenance Facility in Bremerton, Washington, stillgelegt, um bis zur Indienststellung der Gerald R. Ford als Reserve zur Verfügung zu stehen.
Was mit der Kitty Hawk geschehen sollte, war zunächst ungeklärt. Eine Gruppe aus Wilmington, North Carolina, wollte das Schiff neben die dort vertäute North Carolina legen und wie diese als Museumsschiff herrichten. Es wäre einer der letzten Flugzeugträger gewesen, mit dem dies möglich gewesen wäre, da er noch einen konventionellen Antrieb besaß. Die nuklear angetriebenen Träger sind wegen des Aufwandes, den man zur Deaktivierung der Kernreaktoren betreiben müsste, als Museumsschiff ungeeignet. Im Jahr 2013 meldete eine Gruppe aus Pensacola ebenfalls Interesse an der Kitty Hawk an, um sie im dortigen Hafen auszustellen. Zuvor hatte sich die Gruppe auf die Forrestal konzentriert, die sich jedoch aufgrund ihres schlechten Zustands nicht eigne.
Aufgrund einer Navy-Aufrüstungsforderung von US-Präsident Donald Trump wurde Mitte 2017 die Reaktivierung des Flugzeugträgers erwogen. Am 20. Oktober 2017 wurde sie jedoch aus dem Naval Vessel Register gestrichen. Vier Tage später gab das Naval Sea Systems Command bekannt, dass sie abgewrackt werden soll.
Im Herbst 2021 wurden die Kitty Hawk und die John F. Kennedy für jeweils einen Cent an International Shipbreaking Limited in Brownsville zur Verschrottung verkauft. Das Schiff verließ Bremerton am 15. Januar 2022 per Schlepper Michele Foss Richtung Brownsville. Nach einer mehrmonatigen Fahrt um Kap Horn traf der Schleppzug am 31. Mai in Brownsville ein und wird dort abgewrackt.

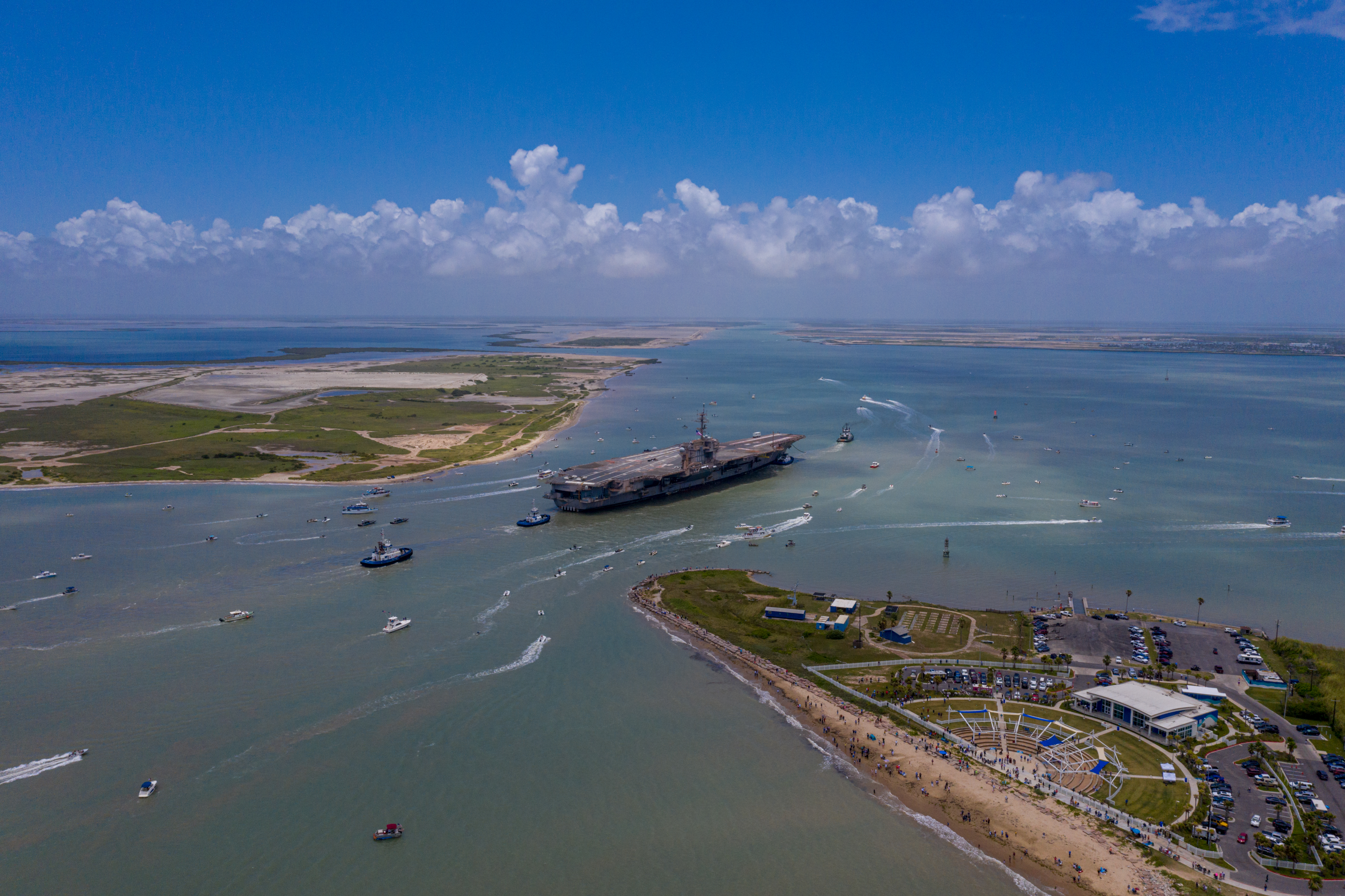
Das Schiff auf der Überführungsfahrt nach Brownsville zur Verschrottung
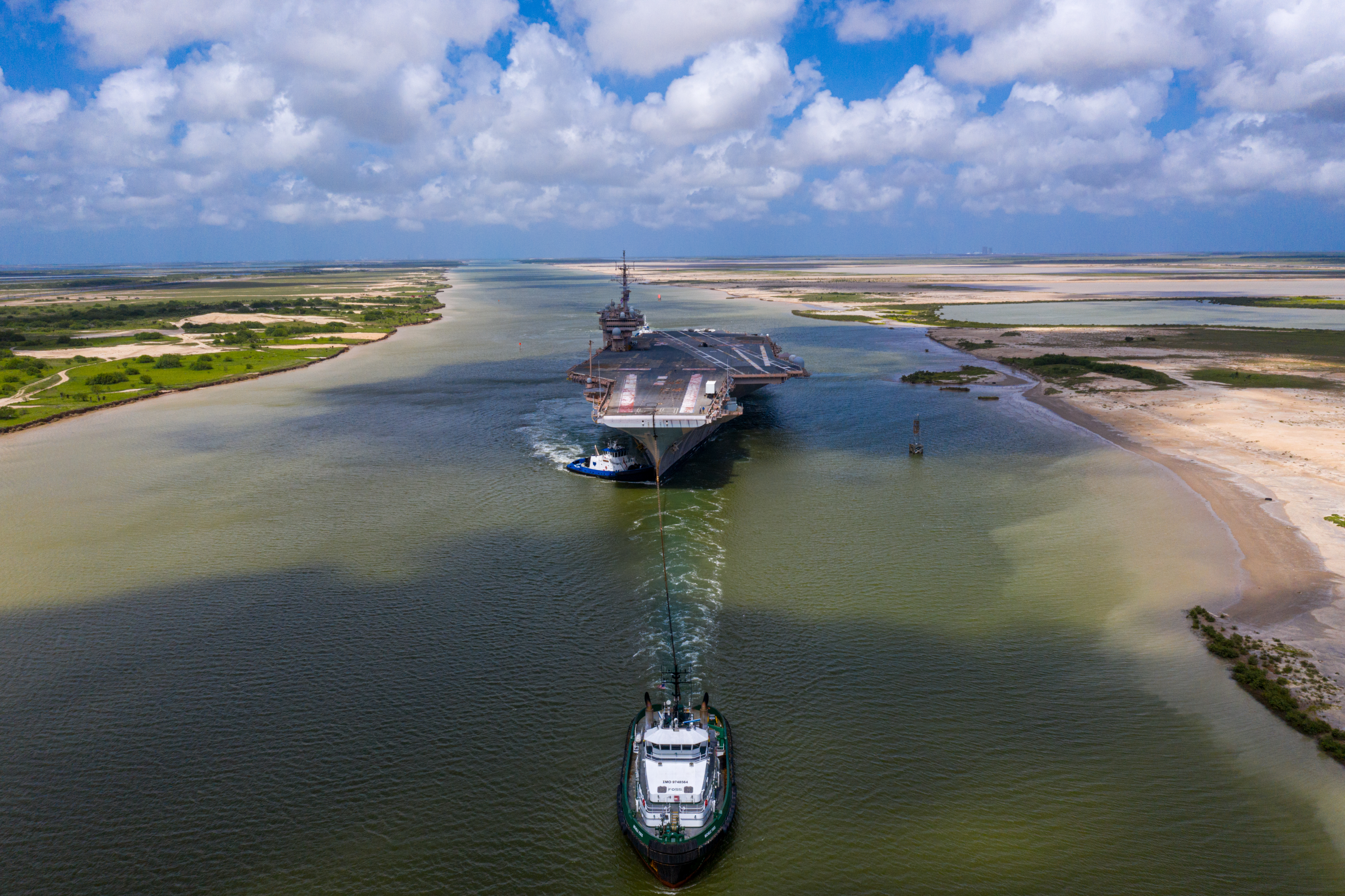